# Celui qui a deux âmes

Celui qui a deux âmes est un court métrage d'animation français sorti en 2016, réalisé par Fabrice Luang-Vija et produit par Sophie Fallot (Fargo Studio), d'après un conte de Néfissa Bénouniche.

## Synopsis
Dans un monde Inuit, Celui qui a deux âmes est confronté au choix du genre, être un homme ou être une femme. Talentueux aussi bien à la chasse, comme un homme, qu'à coudre, comme une femme, au fil des rêves et des rencontres, son avenir et son bonheur se dessinent.

## Fiche technique
- Titre : Celui qui a deux âmes
- Réalisation : Fabrice Luang-Vija[2]
- Scénario : Fabrice Luang-Vija, Néfissa Bénouniche[2]
- D'après un conte de : Néfissa Bénouniche "Celui qui avait deux âmes" (Editions Oui Dire)[2]
- Graphisme original : Phuong Maï Nguyen[2]
- Décors : Elsa Duhamel, Vincent Djinda[2]
- Animation : Camille Rossi, Vincent Bierrewaerts, Fabrice Luang-Vija, Ulrich Totier[2]
- Voix conteuse : Néfissa Bénouniche[2]
- Voix personnages : Valérie Cargnel, Jérôme Defrance, Olivier Vallade, Isabelle Yvetot[2]
- Musique : Terje Isungset[2]
- Pays d'origine :  France[2]
- Année : 2016[2]
- Durée : 17 minutes[2]

## Distinctions
- César 2017 : Meilleur court métrage d'animation[3]
- Grand Jury Prix au ANIMA 2017 - IX Córdoba International Animation Festival[4]
- Prix 2016 du meilleur court métrage d'animation (Yoram Gross Award for Best Animation) au Flickerfest, Festival du court métrage de Sydney (Australie)[5]
- Mention spéciale 2016 au festival Supertoon, Šibenik (Croatie)[5]
- Prix du public 2016 au Anibar International Animation Festival, Peja (Kosovo)[5]
- Prix 2016 du meilleur court métrage d'animation au Madrid International LGBT Film Festival (Espagne)[5]
- Prix 2016 du meilleur film pour adulte au Tindirindis International Animation Film Festival, Vilnius (Lituanie)[5]